# 七里格之靴

《小拇指》从怪兽那里偷走了“七里格之靴”——法国版画家古斯塔夫·多雷

七里格之靴，也称七里靴，是欧洲民间传说中的一个道具。穿上这种靴子的人每走一步就能跨出七里格，速度非常快。这种靴子通常由一个有魔力的角色送给主角，以帮助完成一项重要的任务。从英语的语境来看，“七里靴”最初是从法语翻译而来 。这个概念因法国小说家夏尔·佩罗的童话而在欧洲出名。